# William Julius Wilson
William Julius Wilson (Derry, 20 de dezembro de 1935) é um sociólogo estadunidense. Lecionou na Universidade de Chicago de 1972 a 1996, antes de se transferir para a Universidade de Harvard. Sua pesquisa tem como foco temas como direitos civis, pobreza, raça e políticas públicas.